# حسینعلی رزم‌آرا
حسینعلی رزم‌آرا (متولد ۱۲۷۲ شمسی، درگذشته ۱۳۶۵ شمسی) ملقب به افتخار نظام نویسنده و نظامی ایرانی است.

## زندگی
او فرزند حاج محمد رزم‌آرا و برادر بزرگ‌تر حاج‌علی رزم‌آرا، نخست‌وزیر مقتول ایران، است. حسینعلی در تهران متولد شد و در مدارس رشدیه، اقدسیه، الیانس فرانسه، و قزاقخانه تحصیل کرد. مدتی نیز در فرانسه علوم جغرافیایی نظامی تحصیل کرد.
لقب افتخار نظام را از احمدشاه قاجار گرفت. پس از کودتا، مجلات قشون (۱۳۰۰) و پهلوی (۱۳۰۲) را منتشر کرد. پس از شهریور ۱۳۲۰ درجهٔ سرتیپی گرفت و به ریاست ادارهٔ جغرافیایی ارتش نائل شد. او مدتی نیز استاد دانشگاه جنگ و رئیس ستاد لشکر خراسان بود.

## آثار
- راهنمای ایران
- فرهنگ جغرافیایی ایران
- قبله‌نما
- مرآت البدن یا تشریح طبی
- نجوم برای همه